# August Treboniu Laurian
August Treboniu Laurian (Fofeldea, 1810-Bucarest, 1881) fue un escritor y profesor rumano.

## Biografía
Nacido el 17 de julio de 1810 en Fofeldea, en Transilvania, hizo sus estudios en su tierra natal y en el extranjero y ocupó la cátedra de filosofía en el instituto Sfântu Sava hasta 1848, cuando se produjo el movimiento de los rumanos de Transilvania, en el que desempeñó un papel importante. Regresó a Moldavia hacia 1851 y se dedicó principalmente a trabajos didácticos hasta que en 1858 volvió a Bucarest y fue nombrado profesor de la Facultad de Letras y miembro de la Academia Rumana. Falleció en Bucarest en 1881.
Publicó Tentamen Criticum, Magazinul istoric pentru Dacia en colaboración con Bălcescu, Coup d'oeil sur Phistoire roumaine, Dicţionarul limbei române en colaboración con Ion Massim y un Glossar. Realizó estudios sobre matemáticas y astronomía.